# Presnenskij
Il quartiere Presnenskij (in russo Пресненский район?) - fino al 1991 Krasnopresnenskij (in russo Краснопресненский район?) -  è un quartiere di Mosca sito nel Distretto Centrale.
Prende il nome dal torrente Presnja, affluente della Moscova oggi interrato nel sottosuolo cittadino.
Nel Settecento il quartiere era fuori città, tanto che fu scelto per costruirvi il cimitero di Vagan'kovo, in origine destinato a seppellire i morti dell'epidemia di peste del 1771 in una zona che impedisse il contagio.
Sede nel 1799 della Trëchgornaja manufaktura, prima fabbrica tessile della Russia, il quartiere ha avuto una forte vocazione industriale, operaia e produttiva. Fu occupato dalle milizie rivoluzionarie nel dicembre 1905, occupazione che fu sedata con l'intervento dell'artiglieria. I consigli operai ne ripresero nuovamente il controllo nel novembre 1917.
Nell'Ottocento trovò spazio in questo quartiere lo Zoo di Mosca.
Nel periodo di Stalin vi fu costruito il grande Edificio residenziale in piazza Kudrinskaja.
Durante il periodo di Brežnev vi vennero costruiti grandi edifici amministrativi, tra cui la Casa Bianca (1975-1981), la sede del Comecon (1964-1968) ed il Centro per il Commercio Internazionale (1977-1981), oltre a numerosi condomini residenziali.
Il Centro internazionale di affari di Mosca, noto anche come Moskva-City, viene concepito nel 1992 ed i lavori per realizzarlo iniziano nel 1997. Il grande centro direzionale ha sostituito molte delle fabbriche esistenti nel quartiere, con l'eccezione di alcune di esse, preservate come monumenti architettonici storici.